# Folarin Balogun
Pour les articles homonymes, voir Balogun.
Folarin Balogun, né le 3 juillet 2001 à New York, est un joueur international américain de soccer qui évolue au poste d'attaquant à l'AS Monaco.

## Biographie
Né le 3 juillet 2001 à New York, Folarin Balogun émigre en Angleterre à l'âge de deux ans et grandit à Londres,,. Ses deux parents sont nés au Nigeria. Il est souvent surnommé « Flo », surnom qui lui a été donné lors de ses années passées à l'académie Hale End d'Arsenal.

### Parcours en club

#### Arsenal
Le 29 octobre 2020, Folarin Balogun fait ses débuts professionnels avec Arsenal, entrant en jeu lors d'un match de poule de Ligue Europa contre les Irlandais du Dundalk FC.
En 2020, il inscrit deux buts lors de la phase de groupe de la Ligue Europa, sur la pelouse du club norvégien du Molde FK, puis lors d'un déplacement contre le Dundalk FC, en Irlande. Le 13 août 2021, il fait ses débuts en Premier League avec Arsenal, lors d'un déplacement à Brentford. Lors de cette rencontre, Arsenal s'incline sur le score de deux buts à zéro.

##### Prêt au Middlesbrough FC
Le 12 janvier 2022, Folarin Balogun est envoyé en prêt pour une période de six mois à Middlesbrough FC en Championship.

##### Prêt au Stade de Reims
Le 3 août 2022, Folarin Balogun est prêté pour une saison au Stade de Reims en Ligue 1,,.
Le 7 août 2022, pour son premier match officiel avec son nouveau club, il inscrit son premier but face à l'Olympique de Marseille lors de la 1re journée de Ligue 1. Le 14 août 2022, pour la 2e journée de championnat, il provoque un penalty et marque un but. Le 29 décembre 2022, il marque son premier doublé en championnat face au Stade rennais FC, atteignant ainsi la barre des dix buts en championnat.
Le 1er février 2023, le Stade de Reims affronte le FC Lorient lors de la 21e journée de Ligue 1. Menés deux buts à zéro, Folarin Balogun inscrit un triplé et son équipe remporte le match sur le score de quatre buts à deux. Il devient provisoirement le meilleur buteur de Ligue 1 avec 14 buts en 20 matchs.

#### AS Monaco
Le 30 août 2023, Folarin Balogun s'engage en faveur de l'AS Monaco en paraphant un contrat de cinq ans,. L'indemnité de son transfert est estimée à 30 millions d'euros,. Le 2 septembre 2023, il joue son premier match avec l'ASM en entrant en jeu contre le RC Lens. Lors de ce match, il récolte son premier carton jaune pour simulation après avoir cherché à obtenir un pénalty. Le 17 septembre 2023, il marque son premier but sous ses nouvelles couleurs sur le terrain du FC Lorient. Lors du derby perdu 1-0 face au voisin niçois, il est titulaire et tire deux pénaltys, mais ces deux tentatives sont repoussées par le gardien Marcin Bulka. Lors du match suivant, il marque son deuxième but avec les Rouge et Blanc se rachetant de son match raté face à Nice par une frappe lourde dans la surface contre l'Olympique de Marseille. Le 7 octobre 2023, il marque son troisième but contre le Stade de Reims, son ancienne équipe d'une frappe détournée du droit. Il ne célèbre pas son but par respect pour ses anciens supporters. Lors de la 13ème journée de Ligue 1, il marque son quatrième but de la saison sur le terrain du PSG. Le 9 décembre 2023, il donne deux passes décisives lors de la victoire 2-1 à Rennes. Le 20 décembre, il obtient un pénalty transformé par son capitaine Wissam Ben Yedder. Le 20 janvier 2024, en Coupe de France, il obtient un nouveau pénalty pour son équipe et se distingue par une activité de tous les instants sur le front de l'attaque sur le terrain de Rodez. Lors du tour suivant, il marque un pénalty sur le terrain du FC Rouen, mais malheureusement pour lui, il manque son tir au but lors de la séance, permettant à ses adversaires de revenir dans le match et provoquant indirectement l'élimination de l'AS Monaco au stade des huitièmes de finale de la Coupe de France. Sur le terrain du RC Lens, en Ligue 1, il ouvre le score du pied gauche après un duel remporté contre son défenseur. Puis, il manque un pénalty en fin de match. Lors de la 27ème journée de Ligue 1, après son entrée en jeu, il score un doublé en fin de match sur le terrain du FC Metz. Cependant, il ne célèbre aucun de ses buts, puisque selon lui, il est très exigeant envers lui-même et trouve que sa prestation n'était pas assez aboutie pour se donner le droit de célébrer,.
Lors de la 4ème journée de Ligue 1 de la saison 2024-2025, il marque son premier but à domicile pour Monaco entérinant la victoire 3-1 contre le Havre. Le weekend suivant, il marque un nouveau but lors de la réception de Montpellier lors du match du Centenaire.

### Parcours en sélection

#### Angleterre
Avec l'équipe d'Angleterre des moins de 17 ans, Folarin Balogun participe au championnat d'Europe des moins de 17 ans en 2018. Lors de cette compétition organisée en Angleterre, il dispute quatre matchs. L'Angleterre s'incline en demi-finale face aux Pays-Bas, après une séance de tirs au but.
Avec l'équipe d'Angleterre des moins de 18 ans, il inscrit trois buts lors de matchs amicaux, contre l'Irlande, le Japon et enfin le Mexique.
Également sélectionné avec l'équipe des États-Unis des moins de 18 ans, il marque avec cette équipe deux buts en août 2018, lors de rencontres amicales face à la Bulgarie et la Tchéquie.
Le 27 août 2021, Folarin Balogun reçoit sa première convocation en équipe d'Angleterre espoirs. Le 7 septembre 2021, il fait ses débuts avec la sélection anglaise, entrant en jeu lors d'une victoire deux buts à zéro contre le Kosovo, dans le cadre des éliminatoires du championnat d'Europe.
Fort de ses performances remarquées au Stade de Reims au cours de la saison 2022-2023, Folarin Balogun attire l'intérêt de la sélection américaine qui entreprend des démarches au début de l'année 2023 afin d'obtenir ses faveurs alors que le joueur visite les Yanks en Floride en mars 2023,,.
Le 16 mai 2023, lors d'une entrevue avec The Athletic, un site web de journalisme sportif américain, il annonce avoir rempli une demande de changement de nationalité sportive, démarche acceptée par la Fédération internationale de football association (FIFA) et devient donc sélectionnable pour jouer avec les États-Unis,.

#### États-Unis
Le 1er juin 2023, il est convoqué en sélection américaine pour disputer notamment la phase finale de la Ligue des nations de la CONCACAF.
Le 16 juin 2023, il dispute son premier match sous les couleurs américaines lors des demi-finales de la Ligue des nations de la CONCACAF contre le Mexique (match nul, 0-0).
Le 19 juin 2023, pour sa deuxième sélection, il marque son premier but sur une passe décisive de Giovanni Reyna lors de la finale de la Ligue des nations de la CONCACAF avec les États-Unis contre le Canada (victoire, 2-0).

## Statistiques
| Saison                | Club                    | Championnat           | Championnat | Championnat | Championnat | Coupe nationale | Coupe nationale | Coupe nationale | Coupe de la Ligue | Coupe de la Ligue | Coupe de la Ligue | Compétition(s) continentale(s) | Compétition(s) continentale(s) | Compétition(s) continentale(s) | Compétition(s) continentale(s) | Total | Total | Total |
| Saison                | Club                    | Division              | M.          | B.          | P.d.        | M.              | B.              | P.d.            | M.                | B.                | P.d.              | Comp.                          | M.                             | B.                             | P.d.                           | M.    | B.    | P.d.  |
| 2020-2021             | Arsenal FC              | Premier League        | -           | -           | -           | -               | -               | -               | 1                 | 0                 | 0                 | C3                             | 5                              | 2                              | 1                              | 6     | 2     | 1     |
| 2021-2022             | Arsenal FC              | Premier League        | 2           | 0           | 0           | -               | -               | -               | 2                 | 0                 | 0                 | -                              | -                              | -                              | -                              | 4     | 0     | 0     |
| Sous-total            | Sous-total              | Sous-total            | 2           | 0           | 0           | -               | -               | -               | 3                 | 0                 | 0                 | -                              | 5                              | 2                              | 1                              | 10    | 2     | 1     |
| 2021-2022             | Middlesbrough FC (prêt) | Championship          | 18          | 3           | 3           | 3               | 0               | 0               | -                 | -                 | -                 | -                              | -                              | -                              | -                              | 21    | 3     | 3     |
| 2022-2023             | Stade de Reims (prêt)   | Ligue 1               | 37          | 21          | 2           | 2               | 1               | 0               | -                 | -                 | -                 | -                              | -                              | -                              | -                              | 39    | 22    | 2     |
| Sous-total            | Sous-total              | Sous-total            | 37          | 21          | 2           | 2               | 1               | 0               | -                 | -                 | -                 | -                              | -                              | -                              | -                              | 39    | 22    | 2     |
| 2023-2024             | AS Monaco               | Ligue 1               | 29          | 7           | 5           | 3               | 1               | 0               | -                 | -                 | -                 | -                              | -                              | -                              | -                              | 32    | 8     | 5     |
| 2024-2025             | AS Monaco               | Ligue 1               | 13          | 4           | 0           | -               | -               | -               | -                 | -                 | -                 | C1                             | 3                              | 0                              | 0                              | 16    | 4     | 0     |
| Sous-total            | Sous-total              | Sous-total            | 42          | 11          | 5           | 3               | 1               | 0               | -                 | -                 | -                 | -                              | 3                              | 0                              | 0                              | 48    | 12    | 5     |
| Total sur la carrière | Total sur la carrière   | Total sur la carrière | 99          | 35          | 10          | 8               | 2               | 0               | 3                 | 0                 | 0                 | -                              | 8                              | 2                              | 1                              | 118   | 39    | 11    |

## En sélection nationale
| Saison                | Sélection             | Phases finales              | Phases finales | Phases finales | Phases finales | Éliminatoires | Éliminatoires | Éliminatoires | Ligue Nations | Ligue Nations | Ligue Nations | Matchs amicaux | Matchs amicaux | Matchs amicaux | Total | Total | Total |
| Saison                | Sélection             | Compétition                 | M              | B              | Pd             | M             | B             | Pd            | M             | B             | Pd            | M              | B              | Pd             | M     | B     | Pd    |
| --------------------- | --------------------- | --------------------------- | -------------- | -------------- | -------------- | ------------- | ------------- | ------------- | ------------- | ------------- | ------------- | -------------- | -------------- | -------------- | ----- | ----- | ----- |
| 2022-2023             | États-Unis            | Ligue des nations 2022-2023 | 2              | 1              | 0              | -             | -             | -             | -             | -             | -             | -              | -              | -              | 2     | 1     | 0     |
| 2023-2024             | États-Unis            | Ligue des nations 2023-2024 | 2              | 0              | 0              | -             | -             | -             | 2             | 0             | 1             | 6              | 2              | 2              | 10    | 2     | 3     |
| 2024-2025             | États-Unis            | Copa América 2024           | 3              | 2              | 0              | -             | -             | -             | -             | -             | -             | 2              | 0              | 1              | 5     | 2     | 1     |
| Total sur la carrière | Total sur la carrière | Total sur la carrière       | 7              | 3              | 0              | -             | -             | -             | 2             | 0             | 1             | 8              | 2              | 3              | 17    | 5     | 4     |

### Liste des matches internationaux
| Matches internationaux de Folarin Balogun | Matches internationaux de Folarin Balogun | Matches internationaux de Folarin Balogun                | Matches internationaux de Folarin Balogun | Matches internationaux de Folarin Balogun | Matches internationaux de Folarin Balogun         | Matches internationaux de Folarin Balogun                       |
|                                           | Date                                      | Lieu                                                     | Adversaire                                | Résultat                                  | Compétition                                       | Notes                                                           |
| ----------------------------------------- | ----------------------------------------- | -------------------------------------------------------- | ----------------------------------------- | ----------------------------------------- | ------------------------------------------------- | --------------------------------------------------------------- |
| 1.                                        | 15 juin 2023                              | Allegiant Stadium, Paradise, États-Unis                  | Mexique                                   | 3 - 0                                     | Ligue des nations CONCACAF 2022-2023              | Titulaire et remplacé par Ricardo Pepi à la 75e minute de jeu.  |
| 2.                                        | 18 juin 2023                              | Allegiant Stadium, Paradise, États-Unis                  | Canada                                    | 2 - 0                                     | Finale de la Ligue des nations CONCACAF 2022-2023 | Titulaire et remplacé par Ricardo Pepi à la 76e minute de jeu.  |
| 3.                                        | 9 septembre 2023                          | CityPark, Saint-Louis, États-Unis                        | Ouzbékistan                               | 3 - 0                                     | Match amical                                      | Titulaire et remplacé par Ricardo Pepi à la 46e minute de jeu.  |
| 4.                                        | 12 septembre 2023                         | Allianz Field, Saint Paul, États-Unis                    | Oman                                      | 4 - 0                                     | Match amical                                      | Titulaire et remplacé par Ricardo Pepi à la 46e minute de jeu.  |
| 5.                                        | 14 octobre 2023                           | Pratt & Whitney Stadium, East Hartford, États-Unis       | Allemagne                                 | 1 - 3                                     | Match amical                                      | Titulaire et remplacé par Ricardo Pepi à la 65e minute de jeu.  |
| 6.                                        | 17 octobre 2023                           | Geodis Park, Nashville, États-Unis                       | Ghana                                     | 4 - 0                                     | Match amical                                      | Titulaire et remplacé par Ricardo Pepi à la 46e minute de jeu.  |
| 7.                                        | 16 novembre 2023                          | Q2 Stadium, Austin, États-Unis                           | Trinité-et-Tobago                         | 3 - 0                                     | Ligue des nations CONCACAF 2023-2024              | Titulaire.                                                      |
| 8.                                        | 20 novembre 2023                          | Stade Hasely-Crawford, Port-d'Espagne, Trinité-et-Tobago | Trinité-et-Tobago                         | 2 - 1                                     | Ligue des nations CONCACAF 2023-2024              | Titulaire.                                                      |
| 9.                                        | 22 mars 2024                              | AT&T Stadium, Arlington, États-Unis                      | Jamaïque                                  | 3 - 1 a.p.                                | Ligue des nations CONCACAF 2023-2024              | Titulaire et remplacé par Ricardo Pepi à la 63e minute de jeu.  |
| 10.                                       | 25 mars 2024                              | AT&T Stadium, Arlington, États-Unis                      | Mexique                                   | 0 - 2                                     | Ligue des nations CONCACAF 2023-2024              | Entré en jeu à la place de Haji Wright à la 66e minute de jeu.  |
| 11.                                       | 8 juin 2024                               | Commanders Field, Landover, États-Unis                   | Colombie                                  | 1 - 5                                     | Match amical                                      | Titulaire et remplacé par Ricardo Pepi à la 72e minute de jeu.  |
| 12.                                       | 12 juin 2024                              | Camping World Stadium, Orlando, États-Unis               | Brésil                                    | 1 - 1                                     | Match amical                                      | Entré en jeu à la place de Ricardo Pepi à la 64e minute de jeu. |
| 13.                                       | 23 juin 2024                              | AT&T Stadium, Arlington, États-Unis                      | Bolivie                                   | 2 - 0                                     | Copa América 2024                                 | Titulaire et remplacé par Ricardo Pepi à la 65e minute de jeu.  |
| 14.                                       | 27 juin 2024                              | Mercedes-Benz Stadium, Atlanta, États-Unis               | Panama                                    | 2 - 1                                     | Copa América 2024                                 | Titulaire et remplacé par Ricardo Pepi à la 72e minute de jeu.  |
| 15.                                       | 1er juillet 2024                          | Arrowhead Stadium, Kansas City, MO, États-Unis           | Uruguay                                   | 0 - 1                                     | Copa América 2024                                 | Titulaire et remplacé par Ricardo Pepi à la 41e minute de jeu.  |
| 16.                                       | 7 septembre 2024                          | Children's Mercy Park, Kansas City, KS, États-Unis       | Canada                                    | 1 - 2                                     | Match amical                                      | Titulaire et remplacé par Ricardo Pepi à la 82e minute de jeu.  |
| 17.                                       | 10 septembre 2024                         | TQL Stadium, Cincinnati, États-Unis                      | Nouvelle-Zélande                          | 1 - 1                                     | Match amical                                      | Titulaire.                                                      |

#### But international
| But en sélection de Folarin Balogun | But en sélection de Folarin Balogun | But en sélection de Folarin Balogun        | But en sélection de Folarin Balogun | But en sélection de Folarin Balogun | But en sélection de Folarin Balogun | But en sélection de Folarin Balogun               | But en sélection de Folarin Balogun |
| #                                   | Date                                | Lieu                                       | Adversaire                          | Score                               | Résultat                            | Compétition                                       |                                     |
| ----------------------------------- | ----------------------------------- | ------------------------------------------ | ----------------------------------- | ----------------------------------- | ----------------------------------- | ------------------------------------------------- | ----------------------------------- |
| 1.                                  | 18 juin 2023                        | Allegiant Stadium, Paradise, États-Unis    | Canada                              | 2 - 0                               | 2 - 0                               | Finale de la Ligue des nations CONCACAF 2022-2023 |                                     |
| 2.                                  | 12 septembre 2023                   | Allianz Field, Saint Paul, États-Unis      | Oman                                | 1 - 0                               | 4 - 0                               | Match amical                                      |                                     |
| 3.                                  | 17 octobre 2023                     | Geodis Park, Nashville, États-Unis         | Ghana                               | 3 - 0                               | 4 - 0                               | Match amical                                      |                                     |
| 4.                                  | 23 juin 2024                        | AT&T Stadium, Arlington, États-Unis        | Bolivie                             | 2 - 0                               | 2 - 0                               | Copa América 2024                                 |                                     |
| 5.                                  | 27 juin 2024                        | Mercedes-Benz Stadium, Atlanta, États-Unis | Panama                              | 0 - 1                               | 2 - 1                               | Copa América 2024                                 |                                     |

## Palmarès

### En club
Avec l'AS Monaco, il est vice-champion de France en 2024.

### En sélection
Avec l'équipe des États-Unis, il remporte la Ligue des nations de la CONCACAF en 2023 et 2024.
| AS Monaco                                         | États-Unis                                                     |
| ------------------------------------------------- | -------------------------------------------------------------- |
| - Championnat de France : - Vice-champion : 2024. | - Ligue des nations de la CONCACAF - Vainqueur : 2023 et 2024. |

### Distinction individuelle
- « Pépite du mois » de Ligue 1 en août 2022[50].